# NGC 4030
NGC 4030 (другие обозначения — UGC 6993, MCG 0-31-16, ZWG 13.33, IRAS11578-0049, PGC 37845) — галактика в созвездии Дева.
Этот объект входит в число перечисленных в оригинальной редакции «Нового общего каталога».
В галактике вспыхнула сверхновая SN 2007aa типа II, её пиковая видимая звездная величина составила 15,7.
Галактика NGC 4030 входит в состав группы галактик NGC 4030. Помимо NGC 4030 в группу также входят UGC 6970, UGC 6978 и UGC 7000.